# 1443
Cette page concerne l'année 1443  du calendrier julien.
L'année 1443 est une année commune qui commence un mardi.

## Événements
- 22 octobre : charte d’Henri le Navigateur interdisant de naviguer au sud du cap Bojador sans son autorisation[1].

- Le portugais Antão Gonçalves réussit à échanger un des nobles captifs pris en 1441 au Rio de Oro contre des esclaves et de la poudre d’or[2].
- Le Touareg Akil s’empare de Tombouctou, d’Araouane et de Oualata[3].
- Inde : Abdur Razzaq d’Herat visite Vijayanagar[4].
- Corée : création de l'alphabet coréen hangeul (한글)

### Europe
- 28 janvier : Raphael Adorno est élu doge de Gênes[5].
- 26 février :
  - Alphonse V d'Aragon fait une entrée solennelle dans Naples[6].
  - entrée de Charles VII de France à Toulouse[7]. Après son expédition en Guyenne, Charles VII passe l'hiver à Montauban puis à Toulouse en Languedoc. Il reçoit René et Isabelle de Sicile à Toulouse en mars. C'est peut-être à cette époque que Charles rencontre Agnès Sorel, suivante de la reine Isabelle[8].. Il quitte Toulouse pour le Limousin le 8 avril[7].
- Février : Charles VII crée une troisième foire de Lyon[9].
- Février - mars : Vlad Dracul, prince de Valachie prisonnier des Ottomans depuis 1442, entre en Valachie et récupère son trône avec leur aide[10]. Ses fils Vlad et Radu sont envoyés en otage au sultan Murat II.
- 14 juin : paix de Terracine. Réconciliation du pape Eugène IV et d'Alphonse le Magnanime[11].
- 22 juillet : bataille de Saint-Jacques sur la Sihl. Défaite de Zurich et de l'Empire contre la Confédération Suisse dans l'ancienne guerre de Zurich[12].
- 4 août : fondation des Hospices de Beaune[13], un hôpital pour les pauvres, créé à l'initiative de Nicolas Rolin, chancelier du duc de Bourgogne Philippe II le Bon, et de son épouse Guigone de Salins.
- 15 août[14] : Dieppe est reprise aux Anglais par le roi de France.
- 22 août : l’empereur Frédéric III demande l’aide du roi de France dans sa guerre contre les Suisses[15].
- 15 septembre : le métropolite de Moscou déposé Isidore de Kiev, enfermé dans un couvent depuis 1441, parvient à s'enfuir pour se rendre auprès du pape Eugène IV à Rome[16].
- 24 septembre : le doge de Venise Francesco Foscari forme une ligue avec Milan, Gênes, Bologne et Florence contre le roi de Naples Alphonse d'Aragon. Le pape, partisan des Aragonais, excommunie les alliés dont les Vénitiens et Francesco Foscari fait la guerre au pape (fin en 1445)[17].
- 25 septembre : grande Ordonnance de Saumur, à l’instigation de Jacques Cœur : les finances de l’État sont assainies en France[18].
- Septembre : croisade de Jean Hunyadi contre les Turcs (fin en janvier 1444)[19].
- Septembre - octobre : le sénéchal Pierre de Brézé, nommé comte d’Évreux et chambellan, gouverne le royaume de France par son ascendant sur Agnès Sorel, maîtresse du roi[15]. Le conseil du roi, dirigé par Dunois, est composé presque exclusivement de roturiers (Jacques Cœur, Jean Bureau, Étienne Chevalier, Guillaume Cousinot, Jouvenel des Ursins, Guillaume d'Estouteville, Tancarville, Blainville, Beauvau et le maréchal Machet). La France se relève et connaît la prospérité.
- 10 octobre[20] : Constantin XI Paléologue (Dragasès) devient despote de Morée.
- 11 octobre : Charles VII signe à Saumur l'édit royal créant un parlement à Toulouse, premier parlement créé en province, dont le premier président sera Aymard de Bletterens (jusqu'en 1449)[21].
- 3 novembre : victoire des croisés venus au secours de la Hongrie sur les Turcs à Niš[22]. L’hiver et la montagne font renoncer aux croisés de marcher sur Andrinople et ils se replient sur Belgrade.
- 10 novembre
  - victoire de François Sforza sur les troupes papales commandées par Niccolò Piccinino à Monteloro[17]
  - inondations à Venise[23].
- 21 - 22 novembre : prise de Luxembourg par les Bourguignons[24].
  - Le duché de Luxembourg est vendu à Philippe le Bon, duc de Bourgogne, par Élisabeth de Goerlitz en 1441[25]. Les Luxembourgeois refusant de reconnaître cette cession, Philippe le Bon fait prendre d’assaut la capitale du duché.
- 28 novembre : le prince chrétien « Iskander Bey » (Skanderbeg) proclame la principauté libre d'Albanie à Kroya[26].

- Copenhague devient la résidence royale du Danemark[27].